# Achaea orthogramma
Achaea orthogramma là một loài bướm đêm trong họ Erebidae.